# Garra flavatra
Garra flavatra är en fiskart som beskrevs av Sven O. Kullander och Fang Fang Kullander 2004. Den ingår i släktet Garra och familjen karpfiskar. Den förekommer endemiskt i det asiatiska landet Myanmar. Internationella naturvårdsunionen (IUCN) kategoriserar arten globalt som sårbar. Inga underarter finns listade i Catalogue of Life.